# Morphopsis setakwaensis
Morphopsis setakwaensis är en fjärilsart som beskrevs av Rothschild 1916. Morphopsis setakwaensis ingår i släktet Morphopsis och familjen praktfjärilar. Inga underarter finns listade i Catalogue of Life.